# Russula curtipes
Russula curtipes F.H. Møller & Jul. Schäff., Bulletin de la Société Mycologique de France 51: 108 (1935).

## Descrizione della specie
Cappello
5-10 cm di diametro, prima convesso, poi piano con lieve depressione centrale.
cuticolanon separabile, opaca, di colore bruno rossiccio, cuoio, giallastra al centro.
Lamelle
Fitte, adnate, color crema, brunastre al tatto.
Gambo
Tozzo, molto corto rispetto al diametro del cappello, bianco, a maturità brunastro alla base.
Carne
Bianca.
- Odore:  leggermente fruttato.
- Sapore: dolce.

Spore
Verrucose, reticolate, bianche in massa.

## Habitat
Cresce sotto latifoglie in estate-autunno, prediligendo il faggio.

## Commestibilità
Buon commestibile.

## Etimologia
Il nome deriva dal latino curtus, corto e pes, piede, dal gambo corto.